# Wald-Habichtskraut
Das Wald-Habichtskraut (Hieracium murorum, Synonym: Hieracium sylvaticum), auch Mauer-Habichtskraut genannt, ist eine Pflanzenart aus der Gattung der Habichtskräuter (Hieracium) innerhalb der Familie der Korbblütler (Asteraceae).

## Beschreibung

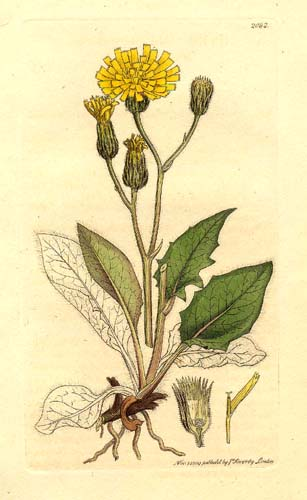
Illustration

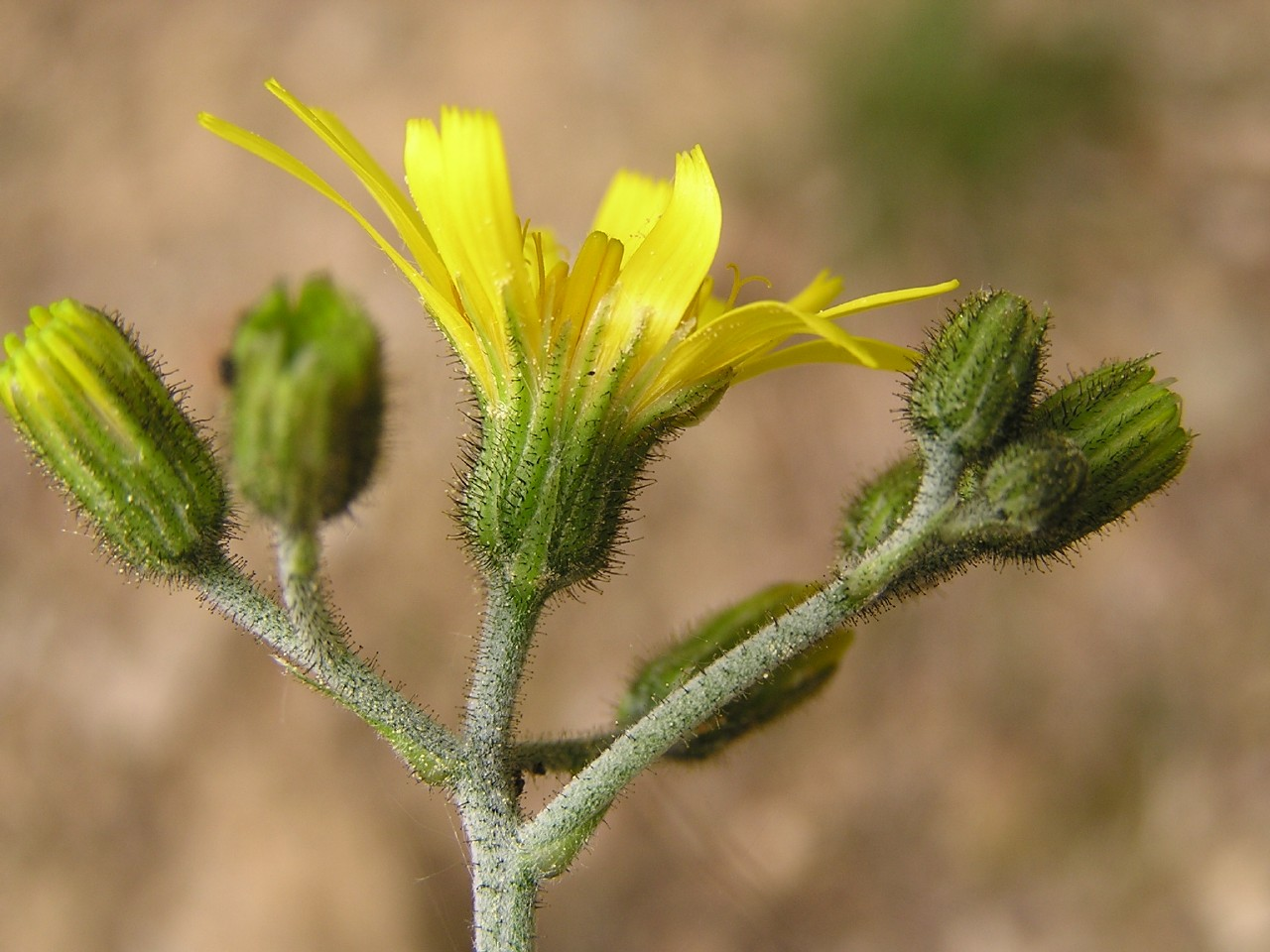
Blütenkörbchen von der Seite. Gut zu erkennen sind die schwarz drüsig behaarten Hüllblätter, denen andere Haare völlig fehlen.

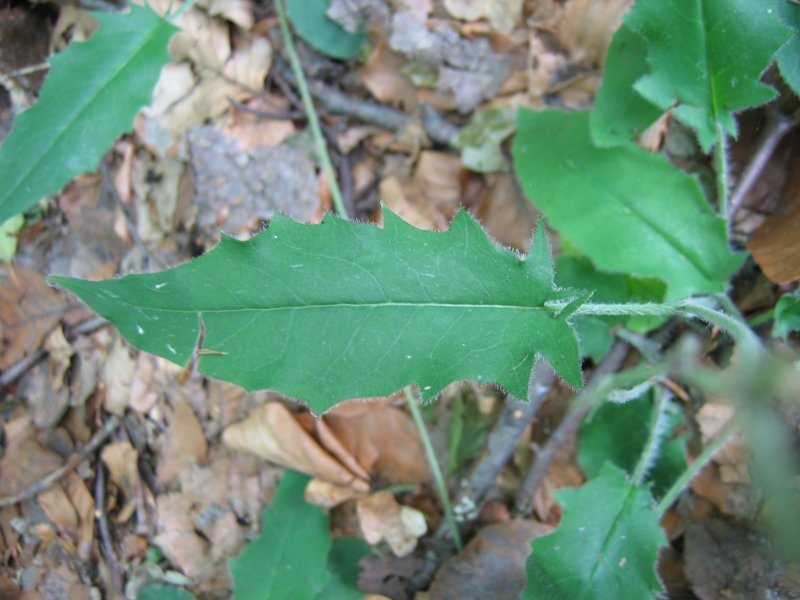
Laubblatt

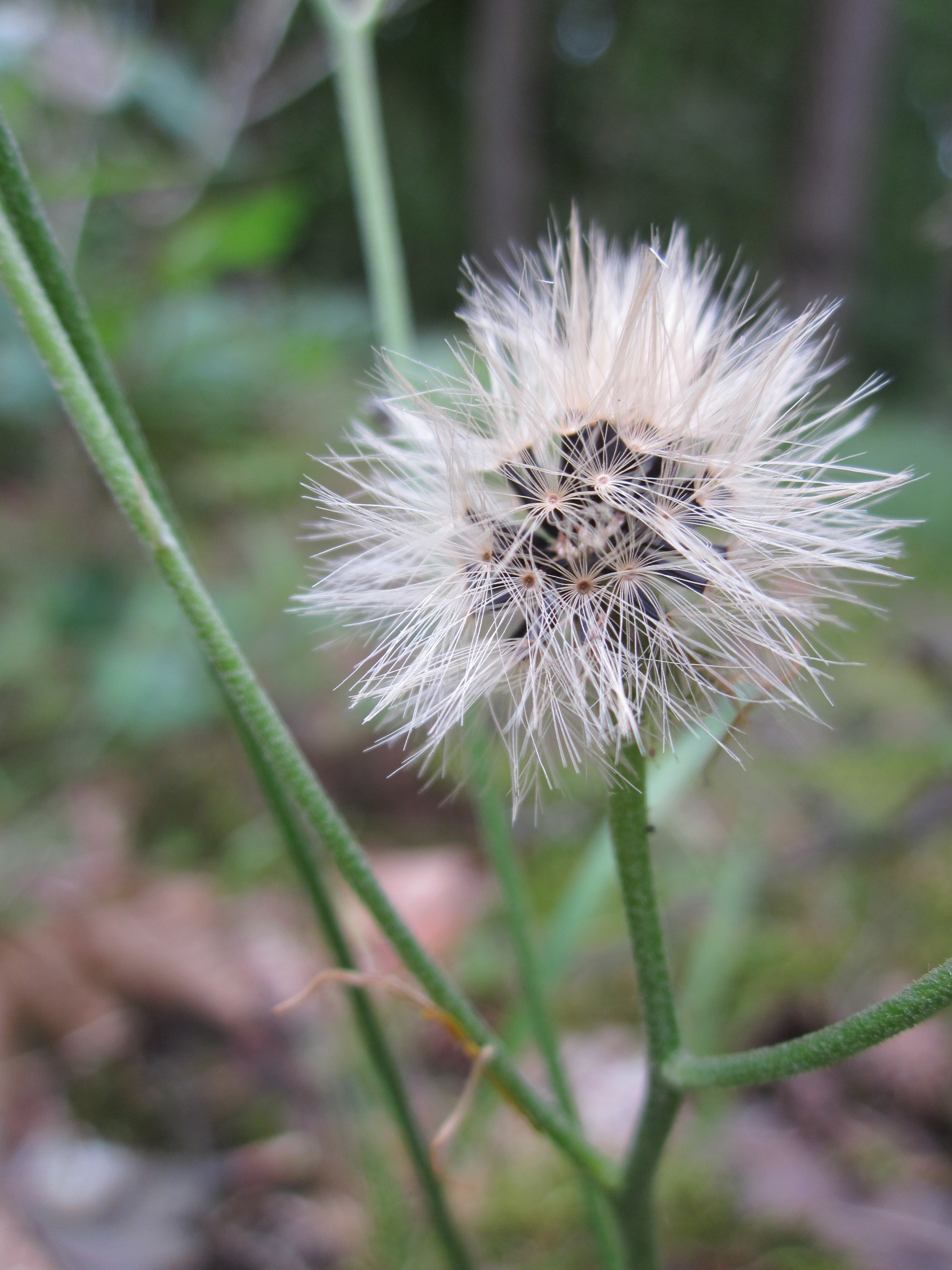
Fruchtstand mit Pappus

### Vegetative Merkmale
Das Wald-Habichtskraut ist eine mehrjährige, krautige Pflanze, die Wuchshöhen von 20 bis 60 Zentimetern erreicht. Der Stängel ist mit langen Trichomen und dichteren kurzen Trichomen behaart und Drüsenhaare fehlen.
Bis auf ein oder zwei kleinere Stängelblätter sind alle Laubblätter grundständig. Der Blattstiel ist mit langen Trichomen und dichteren kurzen Trichomen behaart und Drüsenhaare fehlen. Die lanzettlichen, breit-lanzettlichen bis länglich-eiförmigen Blattspreite ist am Grunde gestutzt oder durch zwei seitwärts nach hinten gerichtete Zähne herzförmig ausgerandet. Der Blattrand ist im unteren Teil grob, im oberen oft nur noch leicht gezähnt. Die rein-grünen oder rötlich gepunkteten Blattspreite ist spärlich, aber lang behaart.

### Generative Merkmale
Zwei bis acht körbchenförmige Teilblütenstände stehen in einem rispigen Gesamtblütenstand. Die Hüllblätter sind wie die Blütenkorbschaft reichlich drüsig behaart, andere Trichome fehlen den Hüllblättern aber fast völlig. In jedem Blütenkörbchen gibt es nur Zungenblüten. Die vielen gelben Zungenblüten sind fünfzipfelig.
Die Achänen sind 3 bis 3,5 Millimeter lang und schwarz. Der Pappus besteht aus rauen, brüchigen Pappusborsten.
Die Chromosomenzahl beträgt 2n = 18, 27 oder 36.

## Ökologie und Phänologie
Das Wald-Habichtskraut ist ein Hemikryptophyt und eine Halbrosettenpflanze. Die vegetative Vermehrung erfolgt durch das Rhizom, Ausläufer fehlen.
Blütenökologisch handelt es sich um Körbchenblumen. Bestäuber sind Bienen. Die Blütezeit reicht von Mai bis August.
Die Früchte sind ungeschnäbelte Achänen mit rauem, brüchigem Pappus. Die Ausbreitung erfolgt als Schirmchenflieger und Wasserhafter. Fruchtreife ist von Juni bis August.

## Vorkommen
Das Wald-Habichtskraut kommt in den gemäßigten, nördlichen Breiten Eurasiens vor, insbesondere in den Bergregionen. In Alaska, dem westlichen Teil Kanadas und in den östlichen Teilen Nordamerikas wurde es eingeschleppt (Neophyt). In Mitteleuropa ist es weit verbreitet.
In den Allgäuer Alpen steigt es am Kamm nördlich vom Derrenjoch westlich der Oberen Spital-Alpe bei Baad in Vorarlberg bis zu einer Höhenlage von 2000 Metern auf.
Es wächst in Wäldern oder an Waldrändern, meist, aber nicht unbedingt, an trockeneren Standorten, ebenso auf Gebirgswiesen, auf Schotterfluren oder am Grund von Mauern. Das Wald-Habichtskraut kommt hauptsächlich in Pflanzengesellschaften des Verbands Fagion vor.
Die ökologischen Zeigerwerte nach Landolt et al. 2010 sind in der Schweiz für die Artengruppe Hieracium murorum agg.: Feuchtezahl F = 2 (mäßig trocken), Lichtzahl L = 2 (schattig), Reaktionszahl R = 3 (schwach sauer bis neutral), Temperaturzahl T = 3 (montan), Nährstoffzahl N = 3 (mäßig nährstoffarm bis mäßig nährstoffreich), Kontinentalitätszahl K = 3 (subozeanisch bis subkontinental).

## Systematik
Die Erstveröffentlichung von Hieracium murorum erfolgte 1753 durch Carl von Linné in Species Plantarum, Tomus II, Seite 802.
Es handelt sich um eine relativ formenreiche Art, die außerdem leicht Hybriden mit anderen Habichtskraut-Arten bildet. Es wurden allein in Deutschland bereits weit mehr als 100 Unterarten beschrieben. Die Euro+Med Plantbase führt 191 Unterarten auf.